# Пугаченкова, Галина Анатольевна
Гали́на Анато́льевна Пугаче́нкова (7 февраля 1915 года — 18 февраля 2007 года) — известный археолог и искусствовед, академик Академии наук Узбекистана, жена известного археолога Михаила Евгеньевича Массона. Пугаченкова исследовала историю искусств от эпохи эллинизма до Тимуридов, в диапазоне от коропластики до архитектуры, от буддизма до ислама.

## Биография
Родилась 7 февраля 1915 году в городе Верном.
В 1930 году окончила школу. В 1932 году приехала в Ташкент и поступила на учёбу в Среднеазиатский индустриальный институт на архитектурное отделение по специальности «архитектор». В 1937 году Г. А. Пугаченкова с отличием окончила институт и поступила в аспиранту на кафедру истории архитектуры Средней Азии того же института, на которой обучалась с 1938 по 1941 год. В это время она выбирала между двумя направлениями: практической архитектурой и историей архитектуры, и в конечном итоге предпочла второе. В 1941 году защитила диссертацию по теме «Архитектура эпохи Навои» на соискание учёной степени кандидата архитектуры.
В 1930-х годах она была одной из учениц известного археолога М. Е. Массона, а впоследствии он стал её вторым мужем. Без сомнения, работа, а затем союз с выдающимся организатором науки, человеком, которого называли «патриархом среднеазиатской археологии», оказала огромное благотворное влияние на работу самой Галины Анатольевны.
С 1941 года она работала доцентом кафедры археологии исторического факультета САГУ,при этом с 1949 года одно время возглавляла кафедру искусствознания университета.
В 1958 году перешла в Института искусствознания им. Хамзы, который занимался всеми видами искусства от театрального до изобразительного. В институте Пугаченкова создала отдел истории искусств и архитектуры, а при нём – специальную искусствоведческую археологическую экспедицию. Основная задача отдела и экспедиции – сбор материалов для создания истории искусств Узбекистана. С 1958 по 1960 год работала в институте старшим научным сотрудником, а с 1960 по 1984 год - заведующей отделом истории искусств и архитектуры. Благодаря Г. А. Пугаченковой был создан археологический музей при Институте искусствознания им. Хамзы.
В 1959 году Пугаченкова защитила диссертацию на соискание учёной степени доктора искусствоведения на тему «Пути развития архитектуры Южного Туркменистана поры рабовладения и феодализма».
В 1962 году она получила звание профессора. В 1968 году была избрана членом-корреспондентом Академии наук Узбекистана, а в 1984 году была избрана действительным членом Академии наук Узбекистана (академиком).
В 1986-1989 годах она работала на посту академика-секретаря Отделения общественных наук АН УзССР. В 1988 году стала советником директора Института истории АН Узбекистана, а с 1994 года до конца своих дней числилась ведущим научным сотрудником Ташкентской группы Института археологии АН Республики Узбекистан.
С 1983 года она являлась членом редколлегии журнала «Советский Узбекистан».
Умерла 18 февраля 2007 года в Ташкенте. Похоронена на Домбрабадском кладбище Ташкента рядом со своим мужем известным археологом, академиком Михаилом Массоном.

## Награды и признание
- В 1946 году была награждена медалью «За доблестный труд в Великой Отечественной войне 1941—1945 гг.»
- 1964 год — присвоено почетное звание «Заслуженный деятель науки Узбекской ССР»[6].
- 1966 год — присуждена Государственная премия Узбекской ССР имени Хамзы за научное исследование «История искусств Узбекистана с древнейших времен до XIX в.» (совместно с Л. И. Ремпелем).[7]
- 1970 год — награждена медалью «За доблестный труд. В ознаменование 100-летия со дня рождения В. И. Ленина».
- 1975 год — награждена орденом Трудового Красного Знамени.
- 1984 год — награждена медалью «Ветеран труда».
- 1992 год — лауреат Государственной премии Узбекистана им. Бируни[8].
- 1993 год — избрана академиком Академии художеств Узбекистана.
- 1995 год — награждена орденом «Дустлик»[9].
- 2000 год — награждена Золотой медалью Академии художеств Узбекистана.
- 2002 год — награждена орденом «Буюк хизматлари учун»[10].

Г. А. Пугаченкова была избрана членом-корреспондентом немецкого археологического института, итальянского института Среднего и Дальнего Востока, почетным доктором Страсбургского университета, почетным академиком Международной Академии архитектуры стран Востока, многих других авторитетных научных учреждений.

## Научные работы
Автор монографии «Искусство Узбекистана», являющейся учебником по археологии для вузов ряда стран Центральной Азии.
Группой специалистов под её руководством было подготовлено к печати несколько томов Свода памятников архитектуры Узбекистана.

## Архив
Научное наследие Г. А. Пугаченковой — это не только опубликованные работы, но и архив, который она собирала всю жизнь. В него входят рукописи и машинописные тексты научных работ, полевые дневники, переписка, заметки, библиографические выписки, фотографии, фотоплёнки, чертежи, планы и рисунки. Все эти документы связаны с архитектурой, археологией, историей искусства и реставрацией памятников Центральной Азии. Ценность архива состоит в том, что входящие в него документы — это библиографическая редкость, а качество визуальных материалов выше, чем в опубликованных работах Пугаченковой, кроме того, они позволяют увидеть, как выглядели многие сооружения, которые к моменту оцифровки архива были или разрушены, или некачественно отреставрированы.
После смерти учёного архив оставался у её сына Ростислава Олеговича Сосновского. Архив был недоступен широкой аудитории, но главное, мог быть утрачен, поскольку дом, в котором жил Сосновский, требовал капитального ремонта, при этом рядом с ним началась стройка, и здание могло не выдержать. Кроме того, исследователи опасались, что архивом заинтересуются антиквары и букинисты, и он будет выставлен на продажу любителям древности. Считается, что именно так пропала библиотека Пугаченковой. Журналисты, исследователи и активисты призывали выкупить архив и передать его в Центральный государственный архив Республики Узбекистан, но в бюджете страны не были предусмотрены статьи для приобретения наследия учёных. Кроме того, были опасения, что архив может полностью состоять из черновиков уже опубликованных работ Пугаченковой. Тем не менее неправительственная международная ассоциация Обсерватория культурного наследия Центральной Азии Alerte Héritage благодаря помощи голландского фонда Prince Claus Fund, американского фонда Whiting Foundation и посольства Швейцарии в Узбекистане смогла выкупить весь архив Галины Анатольевны, оцифровать его и сделать доступ к нему открытым.
Всего архив состоит из 342 папок научных документов и трёх папок личных писем. Работа над его оцифровкой началась в декабре 2018 года: команда под руководством д. и. н. Светланы Горшениной и кандидата искусствоведения Бориса Чуховича сперва очистила документы от пыли, затем приступила к оцифровке, систематизации архива, его описанию и публикации на специально созданном сайте.

## Список трудов
- Пугаченкова Г., Ремпель Л. Бухара. (Узбекистан). (Серия «Сокровища зодчества народов СССР»). М., 1949. 67 с. 6000 экз.
- Массон М. Е., Пугаченкова Г. А. «Гумбез Манаса». (Киргизское зодчество. XIV в.) (Серия «Памятники архитектуры народов СССР»). М., 1950. 144 с. 4000 экз.
- Пугаченкова Г. А., Елькович Л. Я. Очерки по истории искусства Туркменистана. Ашхабад, 1956. 147 с. 5000 экз.
- Массон М. Е., Пугаченкова Г. А. Парфянские ритоны Нисы. Альбом иллюстраций. М., 1956.
- Памятники архитектуры Средней Азии эпохи Навои. Ташкент, 1957. 98 с. 500 экз.
- Пугаченкова Г. А., Ремпель Л. И. Выдающиеся памятники архитектуры Узбекистана. Ташкент, 1958. 292 с. 5000 экз.
- Пути развития архитектуры южного Туркменистана поры рабовладения и феодализма. (Труды ЮТАКЭ. Т.6). М., Изд-во АН СССР, 1958. 492 с.
- Массон М. Е., Пугаченкова Г. А. Парфянские ритоны Нисы. (Труды ЮТАКЭ. Т.4). Аш., Изд-во АН ТуркССР, 1959. 268 с.
- Мечеть Анау. Ашхабад, 1959. 58 с. 1000 экз.
- Пугаченкова Г. А., Ремпель Л. И. Выдающиеся памятники изобразительного искусства Узбекистана. Ташкент, 1960. 328 с. 5000 экз.
- Искусство Афганистана. Три этюда. М.: Искусство. 1963. 248 с. 3500 экз.
- Мавзолей Араб-ата. (Из истории архитектуры Мавераннахра IX—X вв.). Ташкент, 1963. 118 с.
- Пугаченкова Г. А., Ремпель Л. И. История искусств Узбекистана с древнейших времен до середины девятнадцатого века. М.: Искусство. 1965. 688 с. 3600 экз.
- Халчаян. К проблеме художественной культуры Северной Бактрии. Ташкент: Фан. 1966. 287 с. 1500 экз.
- Искусство Туркменистана. Очерк с древнейших времен до 1917 г. М., Искусство. 1967. 327 с. 5500 экз.
- Самарканд. Бухара. (По древним памятникам). (Серия «Архитектурно-художественные памятники городов СССР»). М., Искусство. 1961. 213 с. 10000 экз. 2-е изд. 1968. 203 с. 50000 экз.
- Скульптура Халчаяна. М., Искусство. 1971. 202 с. 6000 экз.
- Зодчество Центральной Азии, XV век: Ведущие тенденции и черты. Ташкент, 1976. 115 с. 3000 экз.
- Термез. Шахрисябз. Хива. (Серия «Архитектурно-художественные памятники городов СССР»). М., Искусство. 1976. 207 с. 50000 экз.
- Кругликова И. Т., Пугаченкова Г. А. Дильберджин: (Раскопки 1970—1973 гг.). Ч. 2. М., Наука. 1977. 135 с. 700 экз.
- Пугаченкова Г. А., Галеркина О. И. Миниатюры Средней Азии в избранных образцах: (Из советских и зарубежных собраний). — М.: Изобразительное искусство, 1979. — 208 с. — 25 000 экз. (в пер., суперобл.)
- Искусство Бактрии эпохи кушан. (Серия «Из истории мирового искусства»). М., Искусство. 1979. 247 с. 10000 экз.
- Пугаченкова Г. А., Ремпель Л. И. Очерки искусства Средней Азии: Древность и средневековье. М., Искусство. 1982. 288 с. 25000 экз.
- Искусство Гандхары. (Серия «Из истории мирового искусства»). М., Искусство. 1982. 195 с. 25000 экз.
- Средняя Азия: Справочник-путеводитель. / Автор текста и сост. альбома Г. А. Пугаченкова. М., Искусство; Лейпциг, Эдицион. 1983. XLII, 427 с. 50000 экз.
- Древний Мерв: путеводитель. Ашхабад, 1983. 48 с. 10000 экз.
- Шедевры Средней Азии: альбом. Ташкент: 1986. 220 с. 20000 экз.
- Из художественной сокровищницы Среднего Востока. Ташкент, 1987. 223 с. 5000 экз.
- Древности Мианкаля: Из работ узбекистанской искусствоведческой экспедиции. Ташкент: Фан. 1989. 204 с.
- Пугаченкова Г. А., Ртвеладзе Э. В. Северная Бактрия-Тохаристан: Очерки истории и культуры: Древность и средневековье. Ташкент, Фан, 1990. 218 с. 1000 экз.
- Архитектурное наследие Темура. Ташкент, 1996. 125 с. 5000 экз.

## Биография и мемуары
- Горшенина С. М. Галина Пугаченкова. Перебирая жизни черепки. — Ташкент: Издание фонда «Институт Открытое Общество» — Узбекистан, 2002.